# Soulier d'or belge 1970
Le Soulier d'or 1970 est un trophée individuel, récompensant le meilleur joueur du championnat de Belgique sur l'ensemble de l'année 1970. Ceci comprend donc à deux demi-saisons, la fin de la saison 1969-1970, de janvier à juin, et le début de la saison 1970-1971, de juillet à décembre.

## Lauréat
Il s'agit de la dix-septième édition du trophée, remporté par le meneur de jeu du Standard de Liège Wilfried Van Moer. Avec cette troisième victoire, la deuxième consécutive, il égale le record de Paul Van Himst, de nouveau présent dans le top-5 pour la première fois depuis cinq ans. Le deuxième titre consécutif du Standard, et ses deux buts en Coupe du monde faisaient de lui le principal favori pour le trophée. Il devance un autre joueur du Standard, le gardien Christian Piot, ainsi que Jean Dockx, qui termine troisième pour la troisième année d'affilée.

## Top 5
| Place | Joueur            | Nationalité | Club(s)           | Points |
| ----- | ----------------- | ----------- | ----------------- | ------ |
| 1.    | Wilfried Van Moer |             | Standard de Liège | 202    |
| 2.    | Christian Piot    |             | Standard de Liège | 175    |
| 3.    | Jean Dockx        |             | Racing White      | 140    |
| 4.    | Nico Dewalque     |             | Standard de Liège | 136    |
| 5.    | Paul Van Himst    |             | RSC Anderlecht    | 73     |